# Jouey
Jouey település Franciaországban, Côte-d’Or megyében. Lakosainak száma 190 fő (2022. január 1.). Jouey Clomot, Magnien, Allerey, Arnay-le-Duc, Marcheseuil és Mimeure községekkel határos.

## Népesség
A település népességének változása:
| Lakosok száma | 324  | 232  | 226  | 199  | 191  | 186  | 185  | 183  | 184  | 190  |
|               | 1968 | 1982 | 1990 | 2006 | 2013 | 2015 | 2017 | 2019 | 2020 | 2022 |